# Spanje op het Eurovisiesongfestival 1996
Spanje nam deel aan het Eurovisiesongfestival 1996 in Oslo (Noorwegen). Het was de 34ste deelname van het land aan het festival.

## Selectieprocedure
Net zoals de voorbije jaren koos de TVE ervoor om de kandidaat intern te selecteren. Men koos voor de Spaanse zanger Antonio Carbonell met het lied "¡Ay, qué deseo!".

## In Oslo
In Noorwegen moest Spanje optreden als derde, net na Verenigd Koninkrijk en voor Portugal. Op het einde van de puntentelling hadden ze 17 punten verzameld, goed voor een twintigste plaats.
Nederland en België hadden geen punten over voor deze inzending.

### Gekregen punten

#### Finale
| 12 punten | 10 punten | 8 punten | 7 punten | 6 punten      |
| --------- | --------- | -------- | -------- | ------------- |
|           |           |          |          | - Griekenland |
| 5 punten  | 4 punten  | 3 punten | 2 punten | 1 punt        |
| - Malta   | - Kroatië |          | - Cyprus |               |

### Punten gegeven door Spanje

#### Finale
Punten gegeven in de finale:
| 12 punten | België    |
| 10 punten | Malta     |
| 8 punten  | Turkije   |
| 7 punten  | Cyprus    |
| 6 punten  | Nederland |
| 5 punten  | Kroatië   |
| 4 punten  | Estland   |
| 3 punten  | IJsland   |
| 2 punten  | Slowakije |
| 1 punt    | Slovenië  |

1961 · 1962 · 1963 · 1964 · 1965 · 1966 · 1967 · 1968 · 1969 · 1970 · 1971 · 1972 · 1973 · 1974 · 1975 · 1976 · 1977 · 1978 · 1979 · 1980 · 1981 · 1982 · 1983 · 1984 · 1985 · 1986 · 1987 · 1988 · 1989 · 1990 · 1991 · 1992 · 1993 · 1994 · 1995 · 1996 · 1997 · 1998 · 1999 · 2000 · 2001 · 2002 · 2003 · 2004 · 2005 · 2006 · 2007 · 2008 · 2009 · 2010 · 2011 · 2012 · 2013 · 2014 · 2015 · 2016 · 2017 · 2018 · 2019 · 2020 · 2021 · 2022 · 2023 · 2024 · 2025